# 나마콰바위쥐
나마콰바위쥐(Micaelamys namaquensis)는 쥐과에 속하는 설치류의 일종이다. 바위쥐속으로 분류하기도 한다. 앙골라와 보츠와나, 레소토, 말라위, 모잠비크, 나미비아, 남아프리카공화국, 에스와티니, 잠비아, 짐바브웨에서 발견된다. 자연 서식지는 온대 숲과 건조 사바나 지역, 온대 관목 지대, 아열대 또는 열대 기후 지역의 건조 관목 지대, 온대 초원, 암반 지역, 뜨거운 사막 지대, 온대 사막, 바위 해안, 경작지, 시골 전원 지대, 도시 지역이다.